# Спандонк, Корнелис ван
Корнелис ван Спандонк (нидерл. Cornelis van Spaendonck; 7 декабря 1756, Тилбург, Северный Брабант, Нидерланды — 22 декабря 1839, Париж) — голландский художник, мастер натюрморта. Член Французской Академии искусств (с 1789).

## Биография
Первые уроки живописи получил под руководством Виллема Якоба Херрейнса в Антверпене . В 1773 году переехал в Париж, чтобы продолжить учёбы и работать вместе со своим старшим братом, художником Герардом ван Спандонком (1746—1822).
С 1785 по 1800 год Корнелис ван Спандонк возглавлял Севрскую фарфоровую мануфактуру. После ухода с поста директора в 1800 году, оставался в Севре как дизайнер и художник до 1808 года. Художник более 40 лет выставлялся в парижском салоне.
Вошёл в историю как мастер пышных цветочных натюрмортов, также как и его брат, цветочный художник Жерар ван Спандонк. Большинство его работ написаны маслом и гуашью.
Его работы менее натуралистичны, чем работы Жерара, и являются скорее романтической интерпретацией природы, чем её буквальным отображением.